# Wetterkopf
Der Wetterkopf ist ein markanter Berg in Namibia mit einer Höhe von 1398 m. Der Berg liegt rund 45 km östlich von Ai-Ais und rund 45 km westlich von Grünau (Namibia).